# مانفريد إم. ماير
مانفريد إم. ماير (بالألمانية: Manfred M. Mayer)‏ هو عالم فيروسات وأستاذ جامعي ألماني، ولد في 15 يونيو 1916 في فرانكفورت في ألمانيا، وتوفي في 18 سبتمبر 1984.